# Сіндре Генріксен
Сіндре Генріксен (норв. Sindre Henriksen) — норвезький ковзаняр, олімпійський чемпіон, призер чемпіонатів світу. 
Золоту олімпійську медаль та звання олімпійського чемпіона Генріксен отримав на Пхьончханській олімпіаді 2018 року в командній гонці переслідування попри те, що не брав участі в фінальному забігові.